# Natolewice

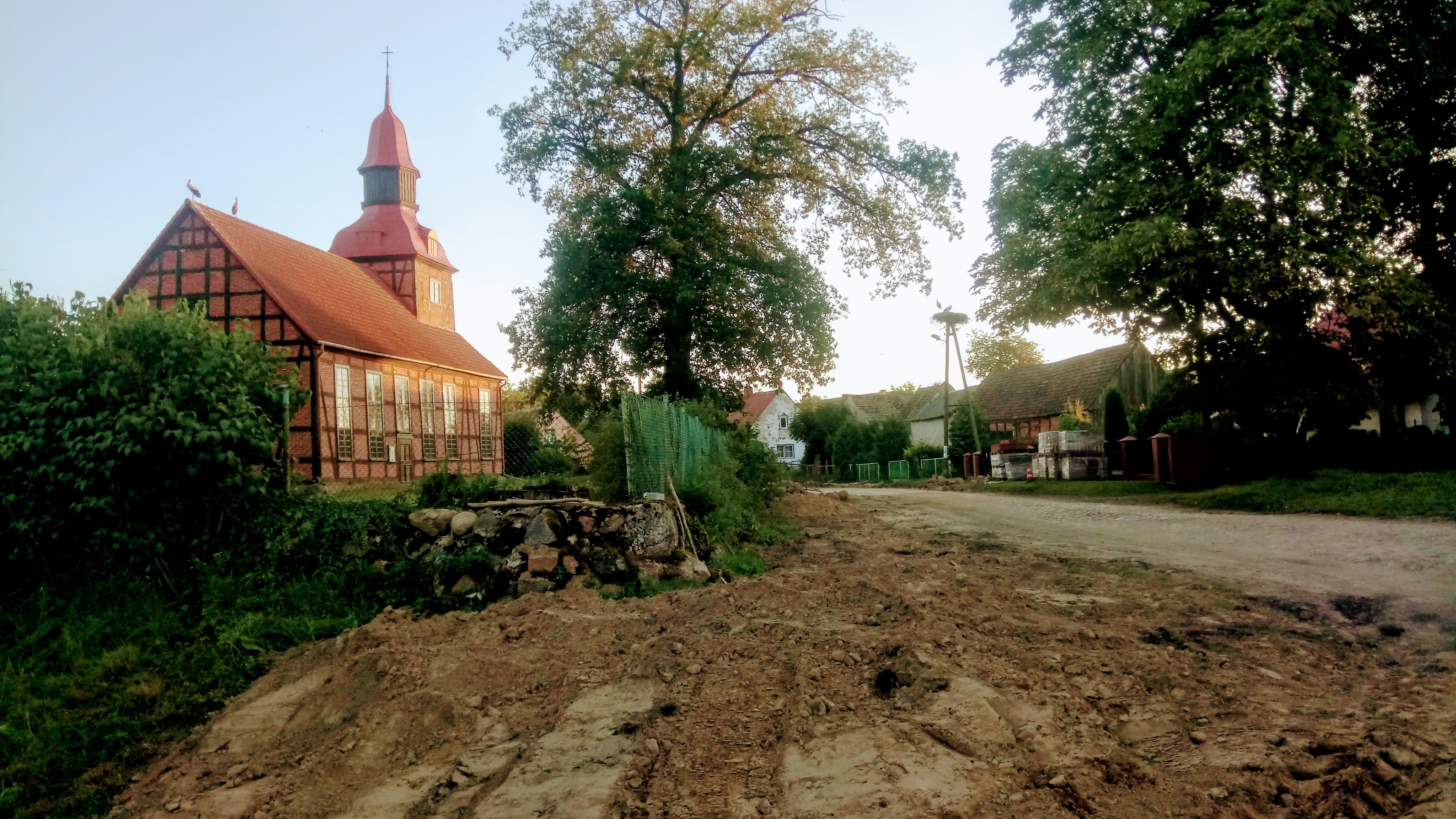
Odrestaurowany kościół pw. Najświętszej Maryi Panny w Natolewicach. Stan na - lipiec 2018 r.

Natolewice (niem. Natelfitz) – wieś o metryce średniowiecznej, położona w Polsce, w województwie zachodniopomorskim, w powiecie gryfickim, w gminie Płoty.

## Historia
Pierwsze wzmianki o wsi pochodzą już z XIV wieku. Układ przestrzenny wsi ma charakter placowy, który został rozwinięty w XIX wieku w wielodrożnicę (forma założenia sakowego – poszczególne, główne elementy zostały zachowane, wymagają ochrony).
W 1874 roku Natelwitz było wsią kościelną z dwoma dobrami rycerskimi – lennem Natelwitz A (wymienione w Lehnbriefene księcia Bogusława X w 1479 roku) i alodium Natelwitz B (z folwarkiem Mühlengraben).
Całość liczyła 52 budynków mieszkalnych, gdzie mieszkało 83 rodziny i 530 mieszkańców, oraz było 85 koni, 262 sztuk bydła i 2092 owiec.
W 1895 roku gmina Natelfitz z ziemiami Natelfitz A i Natelfitz B liczyła 54 domy, gdzie mieszkało 467 mieszkańców (tylko protestanci) w 75 gospodarstwach domowych.
Do 1905 roku Natelfitz B stało się gminą Neu Natelfitz.
W tym roku te dwie gminy z ziemią Natelfitz A liczyło 62 domy i 1 inny budynek, gdzie mieszkało 486 mieszkańców (tylko protestanci) w 88 gospodarstwach domowych.
W 1925 roku na terenie dzisiejszej wsi znajdowały się dwie gminy w powiecie Regenwalde Prowincji Pomorze – Natelfitz i Neu Natelfitz, druga obejmowała także Natolewiczki i Mühlengraben.
W niej mieszkało 163 osoby w 27 gospodarstwach domowych, z tym 136 protestantów.
W Natelfitze mieszkało 414 osoby w 83 gospodarstwach domowych, w tym 396 protestantów i 2 katolików.
W 1933 roku w Natelfitze mieszkało 339 osób, w Neu Natelfitze – 217, a w 1939 – 315 i 202 osoby odpowiednio.
W latach 1975–1998 miejscowość administracyjnie należała do województwa szczecińskiego.
We wsi był przystanek kolei wąskotorowej Natolewice.

## Zabytki
Niektóre z zamieszczonych tu informacji wymagają weryfikacji.
Dokładniejsze informacje o tym, co należy poprawić, być może znajdują się w dyskusji tego artykułu.
 Po wyeliminowaniu niedoskonałości należy usunąć szablon {{Dopracować}} z tego artykułu.
We wsi znajduje się szachulcowy, pochodzący z XVIII wieku kościół pw. Niepokalanego Serca Najświętszej Maryi Panny, w obrębie którego niegdyś znajdował się przykościelny cmentarz. W roku 2005, za sprawą zaangażowania ks. Krzysztofa Bochniaka oraz parafian z Natolewic, przystąpiono do robót remontowych oraz zabezpieczających kościół (wymieniono m.in. stary dach kościoła oraz zabezpieczono strych). Do miesięcznych składek mieszkańców na rzecz ratowania kościoła (wpisanego w rejestr zabytków), w 2006 udało się pozyskać fundusze z Unii Europejskiej na przebudowę prezbiterium oraz głównego ołtarza. W 2008 roku wymieniono okna (pieniądze pozyskano ze składek mieszkańców wsi i sponsorów).
Do rejestru zabytków został również wpisany dworski naturalistyczny park z XIX wieku będący obecnie miejscem wypoczynku oraz spacerów wśród zieleni różnorodnych gatunków roślin i drzew (dęby, akacje, brzozy, sosny). W parku znajduje się naturalne jezioro. Mieszkańcy starają się dołączyć do rejestru zabytków miejscową szkołę z początku XX wieku. Do ciekawszych, pochodzących z przełomu XIX/XX wieku budynków należą; mleczarnia (zamknięta, dzisiaj budynek mieszkalny, odrestaurowany), remiza (miejsce Ochotniczej Straży Pożarnej) oraz stodoła szachulcowa z XIX wieku (nr 37).

## Statystyka
W 2002 roku wieś (z przysiółkami Natolewiczki i Kobuz) liczyła 53 mieszkalnych budynków, w nich 84 mieszkań ogółem, w tym 80 zamieszkane na stałe. 9 mieszkań wybudowano przed 1918 rokiem, 60 – między 1918 a 1944, 6 – między 1945 a 1970, 5 – między 1971 a 1978.
Na 270 osób 64 było w wieku przedprodukcyjnym, 111 – w wieku produkcyjnym mobilnym, 43 – w wieku produkcyjnym niemobilnym, 52 – w wieku poprodukcyjnym. Na 226 osób 2 osoby miały wykształcenie wyższe, 30 – średnie, 52 – zasadnicze zawodowe, 119 – podstawowe ukończone i 23 – podstawowe nieukończone lub bez wykształcenia.

## Ludność
W 2011 roku w miejscowości żyło 258 osób, z nich 124 mężczyzn i 134 kobiet; 56 było w wieku przedprodukcyjnym, 107 – w wieku produkcyjnym mobilnym, 54 – w wieku produkcyjnym niemobilnym, 41 – w wieku poprodukcyjnym.